# Platygillellus rubrocinctus
Platygillellus rubrocinctus is een straalvinnige vissensoort uit de familie van zandsterrenkijkers (Dactyloscopidae). De wetenschappelijke naam van de soort is voor het eerst geldig gepubliceerd in 1934 door Longley.